# Matthew Crawford
Matthew B. Crawford est un philosophe et universitaire américain dont les réflexions portent sur le sens du travail et de l'individualité dans les sociétés modernes. Il est actuellement chercheur à l'Université de Virginie à l’institut pour les études avancées de la culture. En parallèle de cette activité, il fabrique des pièces détachées pour des vieux motocycles dans une banlieue industrielle de la ville de Richmond, dans l'État de Virginie.

## Parcours personnel
Matthew B. Crawford est né en 1965 et a grandi en Californie, en partie dans une communauté religieuse. Il est le fils du physicien Frank S. Crawford. Il a obtenu son diplôme de physique à l'Université de Californie à Santa Barbara. Par la suite il obtiendra un PhD de philosophie politique, à l'Université de Chicago. Il travaille aussi à l'Institute for Advanced Studies in Culture de l'Université de Virginie pour lequel il donne des cours.
À la fin de ses études, en septembre 2001, il devient directeur exécutif du think tank George C. Marshall Institute. Il sera alors le voisin de bureau du prix Nobel J. M. Coetzee. Il quittera cet emploi après cinq mois, après avoir réalisé que l'institut en question était lié aux lobbys pétroliers. Il commence à travailler comme mécanicien dans un atelier de réparation de motos à Richmond.   
Il apparait en 2014 dans le documentaire Les Marchands de doute.

## Travaux

### Livres
Son livre Éloge du carburateur (Shop Class as Soulcraft, publié en 2009) est le fruit de ses réflexions sur le travail. Il y réhabilite le travail manuel mais sans le mythifier. Pour Crawford, le monde moderne cherche à expulser la réalité matérielle au profit d'une réalité d'informations. Ce travail permet d'être à l'écoute de la réalité sensible. Pour L'Express, le livre nous « interroge sur la valeur de l'argent et du travail, la mutation des emplois, la taylorisation, les conséquences de la mondialisation », pour Les Inrockuptibles, « c’est un témoignage vivace, à la direction souple, qui nous donne à voir et à penser l’évolution discutable de notre rapport au travail et au monde ».
Son second livre Contact (The World Beyond Your Head, 2015) est une réflexion sur la façon dont nous habitons le monde. Il y critique les « technologies de l'attention » contemporaines, qui nous distraient d'un rapport concret avec le réel, pour mieux exploiter, influencer et fragmenter notre vie mentale. Il s'agit de « retrouver le monde que nous avons perdu », donner une « image plus juste de notre rapport au réel et à autrui », « mieux penser la crise contemporaine de l’attention et retrouver certaines possibilités d’épanouissement humain ».
Contre « la monétisation brutale de chaque instant disponible de notre cerveau », le philosophe réhabilite l'attention comme capacité apprise à gérer notre vie mentale. Se référant aussi bien à Simone Weil qu'à William James, il souligne que la capacité à se concentrer sur des choses dénuées d'attrait ou d'intérêt immédiat est la clé de la résistance de l'individu à la société de consommation contemporaine.

## Ouvrages

### Originaux en anglais
- Shop Class as Soulcraft : An Inquiry Into the Value of Work, Penguin Press, 2009, 246 p. (ISBN 978-1-59420-223-0)
- The World Beyond Your Head : On Becoming an Individual in an Age of Distraction, Farrar, Straus and Giroux, 2015, 320 p. (ISBN 978-0-374-29298-0)
- Why We Drive : Toward a Philosophy of the Open Road, William Morrow, 2020, 368 p. (ISBN 978-0062741967)

### Traductions en français
- Éloge du carburateur : essai sur le sens et la valeur du travail [« Shop Class as Soulcraft:An Inquiry Into the Value of Work »]  (trad. de l'anglais), Paris, La Découverte, 2010, 252 p. (ISBN 978-2-7071-6006-5)
- Contact : Pourquoi nous avons perdu le monde, et comment le retrouver [« The World Beyond Your Head: On Becoming an Individual in an Age of Distraction »]  (trad. de l'anglais), Paris, La Découverte, 2016, 352 p. (ISBN 978-2-7071-8662-1)
- Prendre la route : Une philosophie de la conduite [« Why We Drive : Toward a Philosophy of the Open Road »]  (trad. de l'anglais), Paris, La Découverte, 2021, 350 p. (ISBN 978-2707198808)